# Guerra di padre Rale
La guerra di padre Rale (1722–1725), nota anche come guerra di Lovewell, guerra del governatore Dummer, guerra di Greylock, guerra dei tre anni, 4ª guerra Anglo-Abenachi o guerra Wabanaki-Nuova Inghilterra del 1722–1725, fu una serie di battaglie combattute tra Nuova Inghilterra e confederazione Wabanaki (soprattutto Mi'kmaq, Maliseet e Abenachi), alleata della Nuova Francia. Il teatro orientale della guerra fu combattuto principalmente lungo il confine tra Nuova Inghilterra e Acadia (nell'odierno Maine) e in Nuova Scozia; il teatro occidentale fu combattuto in Massachusetts settentrionale ed in Vermont al confine tra Canada (Nuova Francia) e Nuova Inghilterra. In questo periodo il Massachusetts comprendeva gli attuali Maine e Vermont.
La principale causa del conflitto sulla frontiera del Maine fu il confine tra Acadia e Nuova Inghilterra che la Nuova Francia insisteva nel definire sul fiume Kennebec nel Maine meridionale. Dopo che i britannici ebbero conquistato l'Acadia nel 1710, la Nuova Scozia divenne britannica, ma l'attuale Nuovo Brunswick e quasi tutto il Maine rimasero territorio conteso tra Nuova Inghilterra e Nuova Francia. Per assicurarsi il controllo della regione, la Nuova Francia vi fondò missioni cattoliche nei quattro principali villaggi dei nativi della regione: una sul fiume Kennebec (Norridgewock), una più a nord sul Penobscot (Penobscot), una sul Saint John (Medoctec) ed una a Shubenacadie (missione di sant'Anna). Allo stesso modo, durante la guerra di padre Le Loutre la Nuova Francia aveva creato tre fortezze lungo il confine dell'attuale Nuovo Brunswick per proteggerlo da un attacco britannico proveniente dalla Nuova Scozia.
A complicare le cose sulla frontiera della Nuova Scozia vi fu il trattato che pose fine alla guerra della Regina Anna firmato in Europa e che non coinvolse membri della confederazione Wabanaki. Mentre gli Abenachi firmarono il trattato di Portsmouth (1713), nessuno era stato consultato riguardo alle proprietà britanniche della Nuova Scozia, ed i Mi'kmaq protestarono organizzando razzie contro pescatori ed insediamenti della Nuova Inghilterra.
La guerra iniziò su due fronti come risultato dell'espansione degli insediamenti della Nuova Inghilterra lungo la costa del Maine ed a Canso (Nuova Scozia). I coloni inglesi erano guidati soprattutto dal tenente governatore del Massachusetts William Dummer, dal tenente governatore della Nuova Scozia John Doucett e dal capitano John Lovewell. La confederazione Wabanaki ed altre tribù native erano invece guidate da padre Sébastien Rale, da capo Gray Lock e da capo Paugus.
Alla fine della guerra il Maine cadde in mano alla Nuova Inghilterra con la sconfitta di padre Rale a Norridgewock e la successiva ritirata dei nativi dai fiumi Kennebec e Penobscot fino a Saint-François-du-Lac e Bécancour. Negli odierni Nuovo Brunswick e Nuova Scozia il trattato che pose fine alla guerra migliorò le relazioni tra europei, Mi'kmaq e Maliseet. Per la prima volta una potenza europea accettava formalmente che il proprio dominio sulla Nuova Scozia sarebbe stato negoziato con gli abitanti indigeni della regione.

## Contesto storico
Quando la guerra di successione spagnola terminò col trattato di Utrecht del 1713, i confini coloniali dell'America nordorientale furono ridisegnati, solo che lo si fece non tenendo conto delle rivendicazioni dei nativi americani che abitavano quelle zone. L'Acadia francese fu ceduta alla Gran Bretagna (che fondò la provincia della Nuova Scozia) anche se con confini contesi. L'area divisa tra le potenze europee consisteva delle terre comprese tra il fiume Kennebec (la parte orientale dell'attuale Maine) e l'istmo di Chignecto (attuale provincia canadese del Nuovo Brunswick). La terra era occupata dalle tribù di lingua algonchina alleate della confederazione Wabanaki, che reclamava la sovranità su tutto il territorio.
Joseph Dudley, governatore del Massachusetts (che allora comprendeva il Maine) e del New Hampshire, organizzò una conferenza di pace a Portsmouth (New Hampshire). Nei negoziati che si svolsero lì ed a Casco Bay i Wabanaki presenti obiettarono a voce al fatto che i francesi avrebbero ceduto ai britannici il loro territorio (attuale Maine orientale e Nuovo Brunswick) ed accetto il posizionamento del confine sul fiume Kennebec e la creazione di trading post governative sul loro territorio. Il trattato di Portsmouth, ratificato il 13 luglio 1713 da otto rappresentanti di alcune tribù della confederazione Wabanaki, conteneva però frasi che affermavano la sovranità britannica sul loro territorio. L'anno seguente altri capi tribù Abenachi firmarono il trattato, mentre nessun Mi'kmaq firmò mai prima del 1726.

## Invasione di insediamenti e fortezze
Dopo la stipula della pace i coloni inglesi si espansero ad est del Kennebec, mentre molti pescatori si trasferirono in Nuova Scozia. La fondazione di un insediamento permanente di pescatori britannici a Canso fu u punto dolente per i locali Mi'kmaq, i quali razziarono gli insediamenti inglesi. In risposta alle ostilità Wabanaki verso l'espansione, il governatore della Nuova Scozia, Richard Philipps, costruì una fortezza a Canso nel 1720, mentre i governatori del Massachusetts Joseph Dudley e Samuel Shute costruirono fortini in territorio Abenachi sulla foce del Kennebec: Fort George a Brunswick (1715), Saint George's Fort a Thomaston (1720) e Fort Richmond (1721) a Richmond. I francesi sostennero i Wabanaki con la costruzione di una chiesa nel villaggio Abenachi di Norridgewock (odierna Madison (Maine)) sul fiume Kennebec, mantenendo una missione a Penobscot sul Penobscot e costruendo una chiesa nel villaggio Maliseet di Meductic sul fiume Saint John.
In un incontro ad Arrowsic (Maine) nel 1717 il governatore Shute ed i rappresentanti di alcune tribù Wabanaki tentarono di raggiungere un accordo sull'invasione delle terre Wabanaki e sulla fondazione di trading post. Il The sachem Wiwurna obiettò non solo alla creazione di insediamenti nelle loro terre, ma anche alla costruzione di fortezze, e reclamò la propria sovranità sulle terre in questione. Shute, che aveva spesso interrotto violentemente Wiwurna, affermò di avere i diritti sul territorio. I Wabanaki pretendevano il tracciamento di un confine oltre il quale non sarebbero stati possibili nuovi insediamenti. Shute rispose "Desideriamo solo ciò che è nostro, e che già abbiamo". Questa risposta ambigua, ed il trattato che fu alla fine firmato, non soddisfecero i Wabanaki.
Negli anni seguenti i coloni continuarono ad invadere le terre Wabanaki ad est del Kennebec. I Wabanakis risposero razziando le mandrie di bestiame. Canso, un centro da poco creato e conteso da tre potenze, ma fortificato dalla Nuova Scozia ed abitato principalmente da pescatori del Massachusetts, fu attaccato da Mi'kmaq e francesi nel 1720, il che aumentò ulteriormente le tensioni. Shute protestò per la presenza del sacerdote gesuita francese Sebastian Rale, il quale viveva tra i Kennebec a Norridgewock in Maine centrale, chiedendone la rimozione. I Wabanaki risposero nel luglio 1721 con un rifiuto, e chiesero che gli ostaggi (consegnati durante le precedenti negoziazioni) fossero rilasciati in cambio di un carico di pelli. Il Massachusetts non diede una risposta ufficiale.
I Wabanaki si recarono in luoghi molto distanti per ottenere un documento scritto che asserisse la loro sovranità sulle aree contese, che ne definisse i confini, e minacciarono violenza se il loro territorio fosse stato violato. Shute scartò la lettera come "insolente e minacciosa", e mandò milizie ad Arrowsic. Affermò anche, in base all'influenza di Rale, che le richieste Wabanaki erano parte di un intrigo francese per riottenere il controllo della zona.

## Guerra non dichiarata

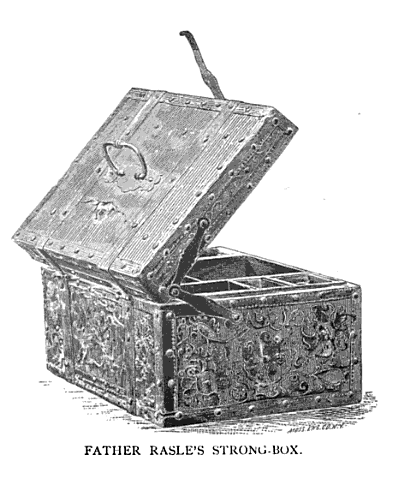
Raid a Norridgewock (1722): Westbrook confisca la cassaforte di padre Rale

Convinto che i francesi si nascondessero dietro le pretese Wabanaki, il governatore Shute inviò una spedizione militare a catturare padre Rale nel gennaio 1722. Comandate dal colonnello Thomas Westbrook di Thomaston, le milizie non riuscirono a catturarlo ma saccheggiarono la chiesa e la casa di Rale. Mentre buona parte della tribù era fuori a caccia, i 300 soldati di Westbrook circondarono Norridgewock per catturare Rale, ma questi era stato avvertito ed era fuggito nella foresta. Tra le proprietà del sacerdote fu trovata una cassaforte, nella quale uno scomparto segreto rivelò lettere che dimostravano come Rale fosse un agente del governo canadese, nelle quali si promettevano anche abbastanza munizioni da cacciare gli inglesi dai loro insediamenti.
Shute ribadì le proprie richieste in lettere inviate ai Lords of Trade ed al governatore generale Philippe de Rigaud de Vaudreuil della Nuova Francia. Vaudreuil rispose affermando che nonostante la Francia reclamasse la sovranità su quelle terre, erano comunque i Wabanaki a mantenerne il possesso, e sottolineò la differenza di concetto tra il possesso europeo e quello nativo americano.
In risposta alla razzia di Norridgewock gli Abenachi il 13 giugno assaltarono Fort George. La fortezza era comandata dal capitano John Gyles. Gli Abenachi bruciarono le case del villaggio e presero 60 prigionieri, molti dei quali in seguito rilasciati.
Il 15 luglio 1722 padre Lauverjat di Penobscot guidò 500-600 nativi da Penobscot e Medunic (Maliseet) ad assediare Fort St. George per dodici giorni. Incendiarono una segheria, una grande sloop e diverse case, uccidendo uomini e capi di bestiame. Cinque coloni della Nuova Inghilterra furono uccisi e sette fatti prigionieri, mentre i coloni uccisero venti Maliseet e Penobscot. Dopo il raid a Westbrook fu dato il comando del fortino. Brunswick fu razziato di nuovo e dato alle fiamme prima che i guerrieri tornassero a Norridgewock.
Per rappresaglia all'attacco inglese a padre Rale a Norridgewock nel marzo 1722, 165 Mi'kmaq e Maliseet si radunarono a Minas (Grand Pre (Nuova Scozia)) per assediare Annapolis Royal. Col rischio di subire un assedio, nel maggio 1722 il tenente governatore John Doucett prese in ostaggio 22 Mi'kmaq per evitare l'assalto. Nel luglio 1722 Abenachi e Mi'kmaq assediarono Annapolis Royal con l'intento di prendere per fame gli abitanti. I nativi catturarono 18 navi da pesca e prigionieri nelle razzie da Cape Sable Island a Canso. Presero anche prigionieri e barche da coloro che stavano lavorando nella baia di Fundy.
Il 25 luglio 1722 il governatore Shute dichiarò formalmente guerra ai Wabanaki, mentre il tenente governatore William Dummer avrebbe finito col trascinare in guerra il Massachusetts, dato che Shute salpò bruscamente per l'Inghilterra alla fine del 1722 per parlare dei problemi che aveva con la colonia del Massachusetts.

## Teatro orientale (Maine e New Hampshire)

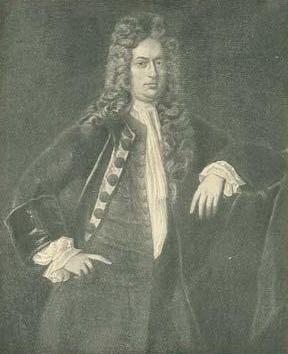
Il tenente governatore del Massachusetts William Dummer

### Campagna del 1722
Il 10 settembre 1722, assieme a padre Rale a Norridgewock, 400 o 500 indiani St. Francis (Odanak (Quebec)) e Mi'kmaq si riunirono ad Arrowsic (Maine). Il capitano Penhallow sparò con un moschetto da una guardina ferendo tre degli indiani ed uccidendone un altro. Questa difesa diede agli abitanti il tempo di ritirarsi nella fortezza. In possesso del villaggio indifeso, gli indiani uccisero 50 capi di bestiame e diedero fuoco a 26 case all'esterno della fortezza. Gli indiani poi assaltarono anche il fortino uccidendo un inglese ma facendo poca impressione.
Quella notte il colonnello Walton ed il capitano Harman giunsero con 30 uomini, ai quali si unirono i 40 della fortezza guidati dai capitani Penhallow e Temple. Questi 70 uomini assaltarono i nativi ma furono sconfitti e si ritirarono nuovamente nella fortezza. Capendo che ulteriori assalti erano inutili, gli indiani si ritirarono risalendo il fiume.
Durante il ritorno a Norridgewock i nativi assaltarono Fort Richmond. Fort Richmond subì un assedio di tre ore. Le case furono bruciate ed il bestiame massacrato, ma il fortino resistette. Brunswick ed altri insediamenti nei pressi della foce del Kennebec furono distrutti.
Il 9 marzo 1723 il colonnello Thomas Westbrook guidò 230 uomini sul fiume Penobscot e lo risalì per circa 50 km fino a Penobscot. Trovarono una grossa fortezza (60 x 45 metri, con mura spesse 5 metri) con anche una grossa cappella. Il villaggio era disabitato, ed i soldati lo rasero al suolo dandolo alle fiamme.

### Campagna del 1723
Per tutto il 1723 padre Rale e la confederazione Wabanaki dell'Acadia organizzarono 14 razzie contro insediamenti inglesi lungo il confine della Nuova Inghilterra, soprattutto nell'attuale Maine. La campagna partì in aprile e durò fino a dicembre. In vari assalti 30 persone furono uccise o catturate. La campagna ebbe talmente successo che Dummer ordinò l'evacuazione della frontiera nella primavera del 1724.

### Campagna del 1724
Nella primavera del 1724 padre Rale e la confederazione Wabanaki organizzarono dieci razzie lungo la frontiera del Maine nei quali uccisero, ferirono o catturarono oltre 30 inglesi. Il 23 marzo la fortezza di Cape Porpoise fu assaltata ed un sergente fu ucciso. Il 17 aprile un agricoltore fu ucciso a Black Point, mentre i suoi due figli furono portati come prigionieri a Norridgewock. Nel porto di Kennebunkport fu preso uno sloop e l'intera ciurma uccisa. Nello stesso periodo tre uomini furono uccisi in una segheria sullo stesso fiume.
A Berwick in maggio fu ucciso un padre, uno dei suoi figli fu imprigionato e l'altro evitò di farsi prendere lo scalpo ma rimase gravemente ferito. Un altro uomo sopravvisse alla presa dello scalpo ma rimase mutilato. Un altri fu ucciso.
Nella primavera del 1724 il comando del St. George's Fort a Thomaston fu dato al capitano Josiah Winslow. Il 30 aprile 1724 Winslow ed il sergente Harvey con 17 uomini si imbarcarono in due barche e lasciarono George's Fort scendendo il fiume per molti chilometri fino a Green Island. Il giorno dopo le due barche si separarono e circa 200-300 Abenachi attaccarono quella di Harvey uccidendo lui e tutto il suo equipaggio tranne tre guide indiane che fuggirono a Fort George. Il capitano Winslow fu circondato da 30 o 40 canoe, molte con quattro o sei uomini a bordo, che entrarono in acqua da entrambe le rive ed attaccarono la barca con un'enorme furia. Quando le canoe si avvicinarono Winslow sparò loro. Dopo ore di combattimento Winslow ed i suoi furono uccisi, tranne tre indiani che fuggirono (uno si chiamava Wm. Jeffries di Harwich). Si dice che i nativi Tarrantine avessero perso oltre 25 guerrieri.
Il 27 maggio a Purpooduck (attuale South Portland) i nativi uccisero un uomo e ne ferirono un altro. Lo stesso giorno un uomo fu ucciso a Saco.
A giugno gli indiani razziarono Dover (New Hampshire) e Elizabeth Hanson scrisse un racconto sulla sua prigionia.
Il 17 luglio a Spurwick furono uccisi un inglese ed un indiano.
Nel corso della campagna, sostenuti dai Mi'kmaq di Cape Sable Island, i nativi sostennero anche una campagna navale. In poche settimane conquistarono 22 vascelli, uccidendo 22 inglesi e prendendone molti prigionieri. Portarono anche un assedio senza successo a St. George's Fort.
La campagna dei nativi ebbe tanto successo lungo la frontiera del Maine Dummer ne ordinò l'evacuazione nella primavera del 1724.

### Battaglia di Norridgewock
Nella seconda metà del 1724 i coloni inglesi lanciarono una campagna aggressiva sui fiumi Kennebec e Penobscot. I britannici non avevano mai avuto tanto successo in terra Abenachi.
Il 22 agosto 1724 i capitani Jeremiah Moulton e Johnson Harmon guidarono 200 ranger a Norridgewock per uccidere padre Rale e distruggere l'insediamento. Vi erano 160 Abenachi, molti dei quali preferirono scappare che combattere. Almeno 31 furono quelli che combatterono, il che permise agli altri di allontanarsi. Molti di quelli che restarono furono uccisi. Rale fu ucciso nei primi momenti della battaglia assieme ad un capo nativo, poi seguiti da 25 tra donne e bambini. Gli inglesi persero due militari ed un Mohawk. Harmon distrusse le fattorie Abenachi, e coloro che riuscirono a fuggire furono obbligati ad abbandonare il villaggio e spostarsi a nord nei villaggi Abenachi di St. Francis e Bécancour, in Quebec.

## Razzie di Lovewell
Il successo del 1724 a Norridgewock provocò interesse tra gli inglesi per la caccia allo scalpo. Alla ricerca di scalpi, il capitano John Lovewell organizzò tre spedizioni contro i nativi. Nella prima del dicembre 1724 Lovewell e la sua compagnia di 30 uomini partirono da Dunstable (New Hampshire), e risalirono a piedi il lago Winnipesaukee ("Winnipiscogee Lake") nelle White Mountains del New Hampshire. Il 10 dicembre 1724 il capitano Lovewell ed un gruppo di ranger uccisero due Abenachi. Il 19 dicembre, 60 km a nord di Winnipesaukee, trovarono un wigwam nel quale uccisero e presero lo scalpo ad un Abenachi adulto prendendo un ragazzo come prigioniero in risposta al rapimento di due uomini di Dunstable ed all'imboscata ed uccisione di otto altri per mano di guerrieri Abenachi. La compagnia ricevette 200 lire per gli scalpi.
Nel febbraio 1725 Lovewell organizzò una seconda spedizione al lago Winnipesaukee. Il 20 febbraio giunsero ad un wigwam abbandonato di recente e seguirono le tracce per 7 km. Sulle rive di una palude alla sorgente del Salmon Falls nell'odierna città di Wakefield trovarono altri wigwam da cui usciva del fumo. Poco dopo le 2:00 del mattino Lovewell diede l'ordine di sparare. Poco dopo dieci indiani giacevano morti. Si disse che gli indiani avevano con loro molte lenzuola, racchette da neve, mocassini, alcune pellicce e dei moschetti francesi, il che avrebbe fatto pensare che stavano per attaccare insediamenti di frontiera. Aver evitato questo attacco fu probabilmente il vero successo di questa missione. All'inizio di marzo gli uomini di Lovewell giunsero a Boston. Girarono per le strade mostrando gli scalpi ottenuti, e lo stesso Lovewell indossò una parrucca fatta con scalpi indiani. La taglia pagata fu di 1000 lire (100 per scalpo).

### Battaglia dei Pequawket

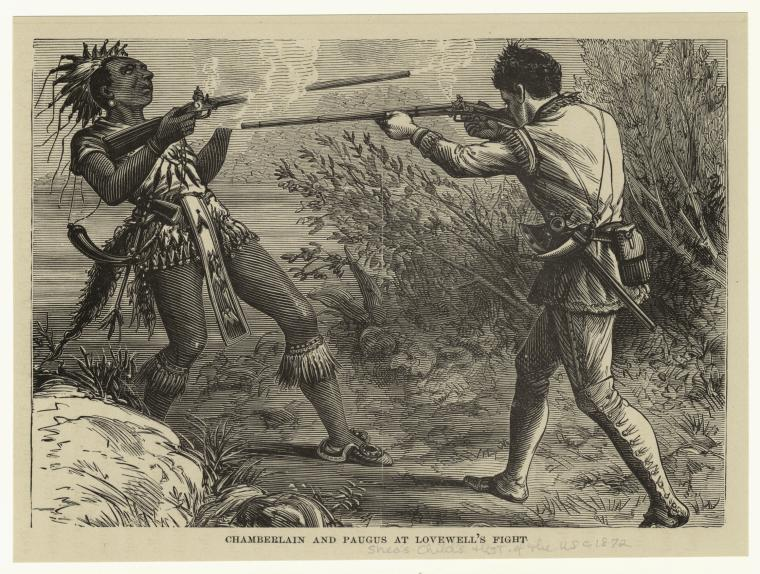
Morte di Capo Paugus

La terza spedizione di Lovewell era composta da 46 uomini e partì da Dunstable il 16 aprile 1725. Costruirono una fortezza a Ossipee dove lasciarono 10 uomini, compreso il dottore e John Goffe, mentre il resto partì per razziare la tribù Pequawket nell'odierna Fryeburg (Maine). Il 9 maggio, mentre i soldati erano occupati in preghiera con il cappellano Jonathan Frye, fu avvistato un guerriero Abenachi da solo. Lovewell ed i suoi uomini lo accerchiarono, lasciando i propri bagagli in una radura. Poco dopo scoprirono che i bagagli erano stati scoperti da un gruppo di Pequawket comandato da Capo Paugus il quale, aspettandosi il loro ritorno, preparò un'imboscata.
Quando Lovewell ed i suoi uomini raggiunsero il guerriero catturato fecero partire un conflitto a fuoco, anche se non è chiaro chi sparò per primo. Lovewell ed uno dei suoi uomini furono feriti, mentre l'indiano fu ucciso da un alfiere di nome Seth Wyman, secondo in comando di Lovewell, ed il suo scalpo fu preso dal cappellano Frye. Quando il gruppo di Lovewell tornò a prendere i bagagli scattò l'imboscata. Lovewell ed otto uomini furono uccisi e due feriti quando i Pequawket aprirono il fuoco. I sopravvissuti riuscirono a ritirarsi respingendo i continui attacchi dei Pequawket fino al tramonto. Solo 20 persone sopravvissero alla battaglia, tre dei quali morirono lungo il viaggio di ritorno. I Pequawket persero Capo Paugus.

## Teatro occidentale (Vermont e Massachusetts settentrionale)

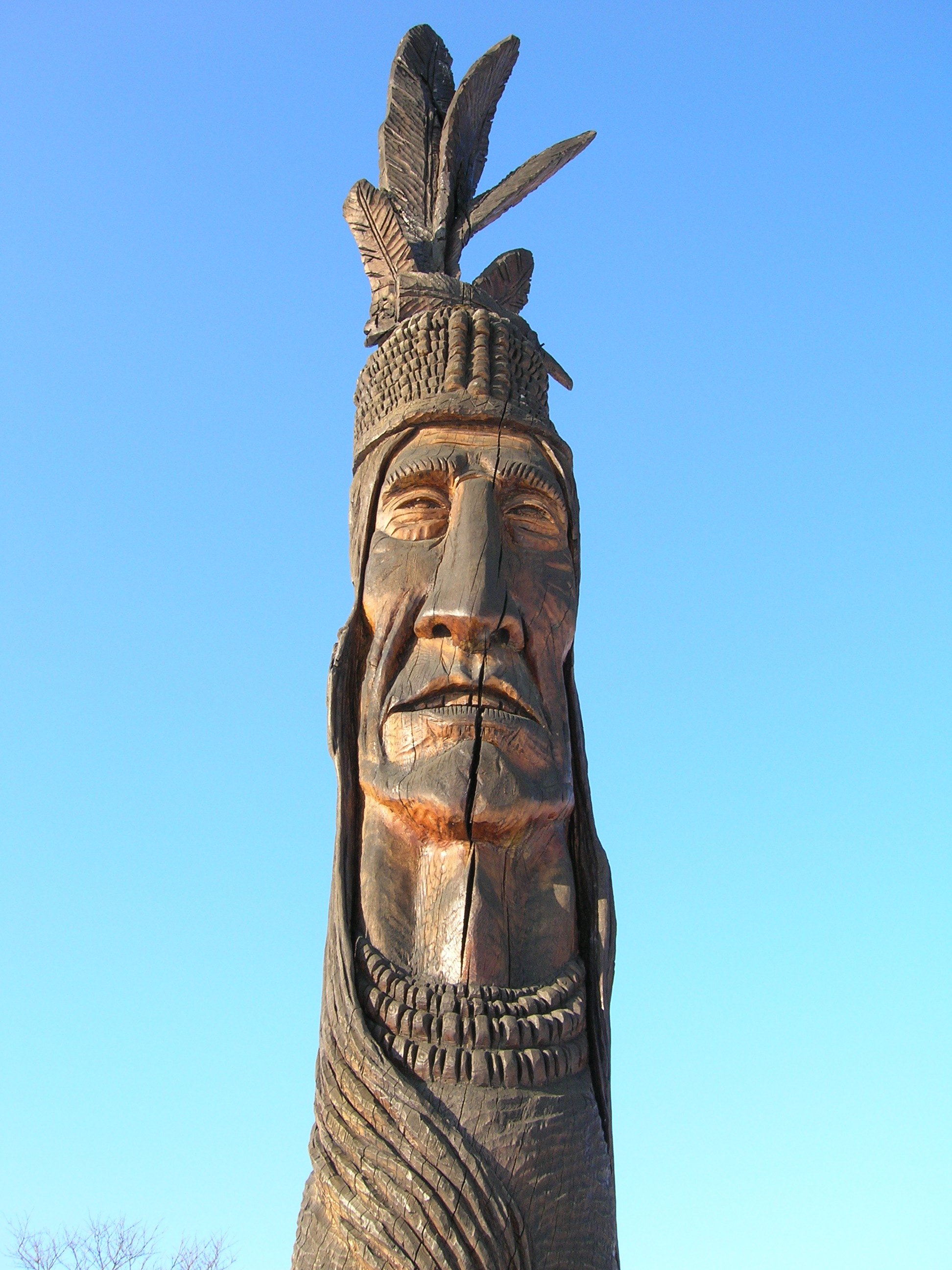
Monumento a capo Grey Lock a Battery Park Burlington (Vermont)

Il teatro occidentale della guerra fu noto anche come "guerra di Grey Lock".
Il 13 agosto 1723 Gray Lock entrò per la prima volta in guerra razziando Northfield (Massachusetts), quando quattro guerrieri uccisero due cittadini nei pressi della città. Il giorno dopo attaccarono Joseph Stevens ed i suoi quattro figli a Rutland. Stevens fuggì, due ragazzi furono uccisi e gli altri catturati.
Il 9 ottobre 1723 Gray Lock assaltò due piccole fortezze nei pressi di Northfield, uccidendo alcune persone e prendendo un prigioniero. Il governatore Dummer ordinò la costruzione di Fort Dummer dove oggi si trova Brattleboro in Vermont. La fortezza divenne un'importante base per le operazioni di ricognizione e scorribande in territorio Abenachi. Fort Dummer fu il primo insediamento permanente europeo in Vermont, ed il suo comando fu assegnato al tenente Timothy Dwight.
Il 18 giugno 1724 Grey Lock assaltò un gruppo di uomini al lavoro in un prato vicino ad Hatfield (Massachusetts). Grey Lock si ritirò ed uccise un uomo a Deerfield, Northfield e Westfield nel corso dell'estate. Come risposta alle razzie, Dummer ordinò di portare altri soldati a Northfield, Brookfield, Deerfield e Sunderland.
L'11 ottobre 1724 settanta Abenachi attaccarono Fort Dummer ed uccisero 3 o 4 soldati.
Nel settembre 1725 un gruppo di sei ricognitori partì da Fort Dummer. Grey Lock ed altri 14 guerrieri tesero loro un'imboscata poco ad ovest del fiume Connecticut, uccidendone due e ferendo e catturando gli altri. Un uomo riuscì a fuggire, mentre due indiani rimasero uccisi.

## Teatro della Nuova Scozia
In risposta all'assedio portato alla capitale Annapolis Royal, la Nuova Inghilterra lanciò una campagna per mettere fine all'assedio alla fine di luglio 1722, e recuperò oltre 86 prigionieri presi dai nativi. Una di queste operazioni portò alla battaglia di Winnepang (porto di Jeddore), in cui morirono 35 nativi e cinque inglesi. I corpi di soli cinque indiani furono ritrovati dopo la battaglia, mentre i corpi degli inglesi furono decapitati e le teste infilate su picche attorno alla nuova fortezza di Canso.
Durante la guerra fu eretta una chiesa nella missione cattolica del villaggio Mi'kmaq di Shubenacadie (missione di Sant'Anna). Nel 1723 il villaggio di Canso fu nuovamente razziato dai Mi'kmaq, i quali uccisero cinque pescatori. Nello stesso anno i britannici costruirono una fortezza con dodici cannoni per difendere il villaggio ed i pescatori.
Il peggior momento della guerra per Annapolis Royal fu il 4 luglio 1724, quando sessanta Mi'kmaq e Maliseet razziarono la capitale. Uccisero e privarono dello scalpo un sergente ed un militare, ferirono altri quattro soldati e terrorizzarono il villaggio. Bruciarono anche delle case e presero prigionieri. I britannici risposero giustiziando uno degli ostaggi Mi'kmaq nello stesso modo in cui fu ucciso il sergente. Per rappresaglia bruciarono anche tre case acadiane. Alla fine furono costruite tre fortezze per difendere la città. La chiesa acadiana fu spostata più vicina alla fortezza per poter essere controllata più facilmente.
Nel 1725 sessanta Abenachi e Mi'kmaq attaccarono nuovamente Canso, distruggendo due case ed uccidendo sei persone.

## Negoziati di pace
Dopo la razzia di Norridgewock, i capi Penobscot nel dicembre 1724 dissero al tenente governatore Dummer di voler aprire negoziati di pace. Le autorità francesi si opposero, continuando a fomentare il conflitto. Dopo i negoziati del marzo 1725, il tenente governatore del Massachusetts Dummer annunciò il cessate il fuoco il 31 luglio. I termini di questo accordo preliminare, negoziati da Dummer e dai capi Loron e Wenemouet, si applicavano inizialmente solo ai Penobscot. Gli fu permesso di tenere i sacerdoti gesuiti, ma il governatore Dummer si rifiutò di spostarsi dalle terre contese, e l'accordo non spense le dispute sulla sovranità britannica sui Wabanaki. Quando l'accordo scritto fu tradotto dal gesuita francese Etienne Lauverjat in lingua Abenaki, Loron lo rifiutò subito, specificando che non avrebbe accettato le pretese di sovranità inglese su di lui.
Nonostante il disaccordo Loron mantenne la pace, inviando collane di conchiglie agli altri capi tribù, anche se il regalo non raggiunse Gray Lock il quale proseguì con le sue spedizioni. In un grande negoziato di pace a Falmouth alla fine del 1726 i Penobscot reiterarono le obiezioni di Loron, ma furono convinti (forse a causa di cattive traduzioni) a firmare comunque l'accordo. I trattati di pace coinvolsero molti capi tribù e furono firmati il 15 dicembre 1725 in Maine ed il 15 giugno 1726 in Nuova Scozia. Nella riunione a Falmouth dell'estate del 1727 la pace fu confermata da tutti tranne che da Gray Lock, che i messaggeri indiani non erano riusciti a trovare. Le attività di Gray Lock terminarono apparentemente nel 1727, dopodiché scomparve dai registri britannici.

## Conseguenze
Alla fine della guerra i nativi dei fiumi Kennebec e Penobscot diminuirono (anche se gli storici contemporanei spesso credettero che si erano ritirati), ed il controllo britannico del Maine occidentale divenne più forte. I termini criticabili del trattato di Dummer sarebbero stati ripresi in ogni nuovo negoziato per i successivi 30 anni, ma non ci furono più grossi scontri fino alla guerra di Re Giorgio degli anni 1740.
Negli attuali Nuovo Brunswick e Nuova Scozia il trattato di Dummer segnò un cambiamento nelle relazioni tra britannici, Mi'kmaq e Maliseet. Per la prima volta una potenza europea accettò formalmente il fatto che il proprio dominio sulla Nuova Scozia sarebbe stato negoziato con gli abitanti indigeni della regione. Mi'kmaq e Maliseet della Nuova Scozia si rifiutarono di dichiararsi sudditi britannici. La guerra fu in gran parte una vittoria dei nativi in Nuova Scozia, mentre fu una vittoria inglese in Maine, anche se i coloni della Nuova Inghilterra furono obbligati ad accettare il fato che i nativi avevano il diritto di possedere la terra.
Anche se i francesi persero i loro avamposti in Maine, l'odierno Nuovo Brunswick sarebbe rimasto francese per anni. La pace in Nova durò 18 anni. Alla fine della guerra di padre Le Loutre, con la sconfitta di Le Loutre a Fort Beausejour, i britannici presero il controllo dell'odierno Nuovo Brunswick.
Questa guerra fu l'unica combattuta dai Wabanaki contro i britannici per scelta loro ed a modo loro, piuttosto che a sostegno degli interessi francesi.

## Retaggio
La battaglia più importante della guerra, ovvero la battaglia dei Pequawket o "battaglia di Lovewell", è stata celebrata in canzoni e storie. Nel XIX secolo Henry Wadsworth Longfellow scrisse "The Battle of Lovells Pond", Nathaniel Hawthorne scrisse "Roger Malvin's Burial" parlando della battaglia, ed Henry David Thoreau la cita nel suo A Week on the Concord and Merrimack Rivers. La città di Lovell (Maine) prende il nome da John Lovewell.
La baia di Paugus, la città di Paugus Mill (oggi parte di Albany) ed il Mount Paugus nel New Hampshire prendono il nome da capo Paugus. Il sito in cui sorgeva il villaggio Kennebec di Norridgewock, oggi situato ad Old Point a Madison (Maine), è stato dichiarato National Historic Landmark District nel 1993.